# Іскандер Раміля Ріфівна
Раміля Ріфівна Іскандер (рос. Рамиля Рифовна Искандер, до шлюбу Хісамова; нар. 24 червня 1977, Кунашак, СРСР) — російська акторка.

## Фільмографія
- «Експерти» (2007)
- «Прокуратура» (2011)
- «Божевільний ювілей» (2011)
- «Людмила Гурченко» (2015)

## Озвучування

### Відеоігри
| Рік  |    | Українська назва                 | Оригінальна назва                         | Роль                                                                      |
| ---- | -- | -------------------------------- | ----------------------------------------- | ------------------------------------------------------------------------- |
| 2007 | вг |                                  | World of Warcraft: The Burning Crusade    | леді Бломе, нежить-жінка (НІП 2), кабалістка-закликательниця              |
| 2008 | вг |                                  | Dead Space                                | Кендра Деніелс                                                            |
| 2008 | вг |                                  | World of Warcraft: Wrath of the Lich King | Керістраза, Сестра Свална, Оберіг Синдрагоси                              |
| 2010 | вг |                                  | Aliens vs. Predator                       | Тереза «Текіла» Аквілла                                                   |
| 2010 | вг |                                  | Heavy Rain                                | Лорен Вітнер                                                              |
| 2010 | вг |                                  | League of Legends                         | Акалі, Ліссандра, Квінн                                                   |
| 2010 | вг |                                  | StarCraft II: Wings of Liberty            | Аннабель, ад'ютантка Конфедерації                                         |
| 2010 | вг |                                  | World of Warcraft: Cataclysm              | Лорна Краулі, Мойра Тауріссан                                             |
| 2011 | вг | Новий хіт                        | The Next BIG Thing                        | Ліз Аллер, Квіні Аллер, Енн-Марі Аллер                                    |
| 2011 | вг | Відьмак 2: Вбивці королів        | The Witcher 2: Assassins of Kings         | Цинтія                                                                    |
| 2011 | вг | Call of Juarez: Картель          | Call of Juarez: The Cartel                | агентка ФБР Кім Еванс                                                     |
| 2011 | вг |                                  | The Elder Scrolls V: Skyrim               | Ейла Мисливиця, Адріанна Авеніччі, легат Рікке, Утгерд Незламанна, Потема |
| 2012 | вг |                                  | Diablo III                                | Ґілліан, жителька Калдея, простолюдинка                                   |
| 2012 | вг |                                  | World of Warcraft: Mists of Pandaria      | Лу'лінь, пандарен-жінка (гравець)                                         |
| 2013 | вг |                                  | Path of Exile                             | Єлена                                                                     |
| 2014 | вг |                                  | Alien: Isolation                          | Джулія Джонс, репортерка                                                  |
| 2015 | вг | Відьмак 3: Дике полювання        | The Witcher 3: Wild Hunt                  | Кейра Мец                                                                 |
| 2015 | вг | Tom Clancy’s Rainbow Six: Облога | Tom Clancy's Rainbow Six Siege            | оперативниця SWAT ФБР Еліза «Еш» Коен                                     |
| 2016 | вг |                                  | Homefront: The Revolution                 | Гезер Кортес, Мері                                                        |
| 2016 | вг |                                  | World of Warcraft: Legion                 | Орафісса, бойова відьма Кірін-Тора                                        |
| 2018 | вг |                                  | Far Cry 5                                 | Надін Аберкромбі                                                          |